# Big Mistake
Big Mistake è un singolo della cantante australiana Natalie Imbruglia, pubblicato il 2 marzo 1998 come secondo estratto dal primo album in studio Left of the Middle.

## Tracce
Singolo internazionale
1. Big Mistake – 4:32
2. Tomorrow Morning
3. Something Better
4. I've Been Watching You

## Classifiche
| Classifica (1998) | Posizione massima |
| ----------------- | ----------------- |
| Australia         | 6                 |
| Belgio (Fiandre)  | 19                |
| Irlanda           | 17                |
| Italia            | 6                 |
| Nuova Zelanda     | 19                |
| Paesi Bassi       | 43                |
| Regno Unito       | 2                 |
| Spagna            | 5                 |
| Svezia            | 24                |